# Vizekanzler (Deutschland)
Der Vizekanzler, offiziell der Stellvertreter des Bundeskanzlers, ist nach dem Bundeskanzler der zweithöchste Amtsträger der Bundesregierung Deutschlands. Die Bezeichnung Vizekanzler ist – anders als in Österreich – inoffiziell und erscheint in keiner der (historischen) deutschen Verfassungen. Das Grundgesetz spricht von einem Stellvertreter, den der Kanzler ernennt und der ein Bundesminister sein muss.
Ein Bundeskanzler hat viele Aufgaben, bei denen er sich von anderen Menschen vertreten lassen kann. Das Grundgesetz meint hier allerdings nur die besonderen Befugnisse, die zum Amt des Bundeskanzlers gehören. In der Literatur ist es strittig, wann genau der Vertretungsfall eintritt. Strittig ist auch, ob der Stellvertreter im Vertretungsfall alle Befugnisse des Bundeskanzlers wahrnehmen kann, etwa, ob er die Vertrauensfrage stellen darf. Wenn der Bundeskanzler selbst noch handlungsfähig ist, sind die Möglichkeiten des Vizekanzlers ohnehin sehr begrenzt. Bisher ist es allerdings noch nicht zu einer Gesamtvertretung gekommen, die notwendig geworden wäre, weil der Bundeskanzler längerfristig schwer erkrankt oder unerreichbar war.
Der Stellvertreter ist nicht der Nachfolger des Bundeskanzlers, wenn dessen Amt endet, ohne dass ein Nachfolger ernannt ist (beispielsweise durch Rücktritt). Der Bundeskanzler ist verpflichtet, das Amt geschäftsführend weiterzuführen, wenn der Bundespräsident ihn darum ersucht. Sollte der Bundeskanzler beispielsweise verstorben sein oder andere Gründe gegen die Geschäftsführung sprechen, kann der Bundespräsident auch den Vizekanzler oder einen anderen Minister bitten. Möglichst bald sollte aber der Deutsche Bundestag zusammenkommen und einen neuen Bundeskanzler wählen.
Vizekanzler ist seit dem 6. Mai 2025 Lars Klingbeil (SPD).

## Gegenwart
Das Grundgesetz von 1949 sieht, im Gegensatz zu den früheren Verfassungen, ausdrücklich einen Stellvertreter des Bundeskanzlers vor. Viele Menschen sprechen vom „Vizekanzler“, auch wenn das Grundgesetz selbst diese Bezeichnung nicht verwendet. Der Vizekanzler vertritt im Bedarfsfall nicht das Amt des Bundeskanzlers, sondern nur dessen Funktion. Die Rechtswissenschaftlerin Ute Mager dazu: „Der Stellvertreter handelt nicht aufgrund einer Vollmacht des BKanzlers, in dessen Namen und mit Wirkung für diesen. Der sog. Vizekanzler nimmt vielmehr im Stellvertretungsfall kraft seines Amtes die Kompetenzen des BKanzlers in eigener Verantwortung wahr.“
Der seit 1949 unveränderte Artikel des Grundgesetzes lautet:

„Art. 69
(1) Der Bundeskanzler ernennt einen Bundesminister zu seinem Stellvertreter.
(2) Das Amt des Bundeskanzlers oder eines Bundesministers endigt in jedem Falle mit dem Zusammentritt eines neuen Bundestages, das Amt eines Bundesministers auch mit jeder anderen Erledigung des Amtes des Bundeskanzlers.
(3) Auf Ersuchen des Bundespräsidenten ist der Bundeskanzler, auf Ersuchen des Bundeskanzlers oder des Bundespräsidenten ein Bundesminister verpflichtet, die Geschäfte bis zur Ernennung seines Nachfolgers weiterzuführen.“

Eigentlich würde man die Regelung über die Stellvertretung in Art. 64 erwarten, wo es um die Zusammensetzung und das Zustandekommen der Bundesregierung geht. Außerdem fehlt eine Regelung für die Stellvertretung von Bundesministern. Es ist auch unklar, wen der Bundespräsident zur Weiterführung der Geschäfte des Bundeskanzlers ersuchen soll, wenn der bisherige Amtsträger nicht mehr zur Verfügung steht.
Die Zusammenlegung dieser drei Inhalte in einem Artikel erklärt sich aus der Entstehungsgeschichte. Im Entwurf des Herrenchiemsee-Konvents (1948) folgte im damaligen Art. 91 auf die Bestellung des Stellvertreters die Bestimmung, dass der Stellvertreter nach dem Amtsende des Bundeskanzlers vorläufig die Geschäfte führt. Im Parlamentarischen Rat dann wollte man die Bindung der Regierung an den Bundestag betonen; darum verdeutlichte man, dass das Amt von Bundeskanzler und Bundesministern mit dem Zusammentritt eines neuen Bundestages endet. So kam die Erwähnung des Amtsendes an diese Stelle nach der Regelung der Stellvertretung.

### Ernennung
Der Bundeskanzler muss einen ständigen Stellvertreter ernennen, sowohl bei der Berufung seines Kabinetts als auch später, wenn das Amt eines Stellvertreters endet. Die Ernennung hat innerhalb einer angemessenen Frist zu erfolgen. Die Entscheidung trifft der Bundeskanzler allein, ohne Mitwirkung des Bundespräsidenten. Das ist ein Unterschied zur Berufung von Bundesministern allgemein: Wenn jemand Bundesminister werden soll, schlägt der Bundeskanzler ihn vor und der Bundespräsident ernennt ihn.
Eine bestimmte Form der Ernennung ist nicht geregelt, sie sollte allerdings öffentlich geschehen. Ansonsten könnte es passieren, dass im Vertretungsfall niemand diese Befugnis akzeptieren würde. Eine besondere Urkunde ist unnötig, wenngleich zulässig. Die Entscheidung des Bundeskanzlers kann aber auch mündlich in einer Kabinettssitzung verkündet werden.
Ernannt wird nur ein einziger Stellvertreter. Allerdings schließt der Wortlaut im Grundgesetz nicht aus, dass für den Fall, dass der erste verhindert sein sollte, ein zweiter Vertreter ernannt werden könnte, denn für die Situation, dass sowohl Bundeskanzler als auch Vizekanzler allgemein verhindert sind, gibt es keine ausdrückliche Regelung. Die Geschäftsordnung der Bundesregierung (§§ 8 und 22) sieht nur Regeln für die Leitung der Kabinettssitzungen vor; dies müsste im Bedarfsfall dann verallgemeinert werden. Demnach hat die Vertretung derjenige Bundesminister inne, den der Vizekanzler dazu ausgewählt hat. Fehlt eine solche Entscheidung des Vizekanzlers, dann kommt derjenige zum Zuge, der der Bundesregierung am längsten ununterbrochen angehört. Trifft dies auf mehrere Bundesminister zu, entscheidet das Lebensalter.
Bei der Auswahl des Stellvertreters unter den Bundesministern ist der Bundeskanzler verfassungsrechtlich frei, es gibt also keinen Bundesminister, den er nicht ernennen könnte. Unwichtig ist beispielsweise, ob der Bundesminister ein Bundesministerium führt oder ein Minister ohne Geschäftsbereich ist. Durch seine starke grundgesetzliche Stellung hat der Bundeskanzler gegenüber den Ministern stets das letzte Wort, sodass kein Minister durch das Stellvertretungsamt eine eigene Machtposition aufbauen könnte.
Stellvertreter kann nur ein Bundesminister sein, kein geschäftsführender Bundesminister. Allerdings ist es möglich, dass ein geschäftsführender Bundeskanzler den bisherigen Vizekanzler bittet, weiterhin geschäftsführend Vizekanzler zu sein. Die Befugnisse sind dann aber eingeschränkt. Sollte der bisherige Bundeskanzler das Amt nicht geschäftsführend ausüben können, etwa wegen Tod, so kann dem Grundgesetz-Kommentator Roman Herzog zufolge der Bundespräsident den bisherigen Vizekanzler zum geschäftsführenden Vizekanzler machen.

### Ende der Vizekanzlerschaft
Das Amt des Stellvertreters kann auf mehrere Weisen enden. Der Bundeskanzler hat das alleinige Recht, dem Bundesminister das Amt wieder zu entziehen. Dabei muss er weder den Bundespräsidenten noch die Bundesminister oder den Deutschen Bundestag um Erlaubnis fragen. Anders wäre es, wenn der Bundeskanzler dem Vizekanzler sein Ministeramt entziehen will: Dies geht nur auf Vorschlag des Bundeskanzlers durch den Bundespräsidenten.
Dies bedeutet aber, dass im Falle einer länger dauernden Vertretung niemand dem Vizekanzler das Amt nehmen kann. Der Bundestag kann durch ein konstruktives Misstrauensvotum nach Art. 67 Grundgesetz nur den Bundeskanzler und damit die gesamte Bundesregierung stürzen. Damit endet die Amtszeit aller Minister, auch des Stellvertreters. Herzog: „Dass das für einen Bundeskanzler, der sich etwa in Gefangenschaft befindet, eine Härte sein kann, steht auf einem anderen Blatt.“
Ein konstruktives Misstrauensvotum kann allerdings nicht gegen den Vizekanzler direkt gerichtet sein, denn dadurch wäre der Bundeskanzler zur Ernennung eines anderen Stellvertreters gezwungen. Die Ernennung des Stellvertreters liegt laut Art. 69 Absatz 1 aber nur im Ermessen des Bundeskanzlers.

### Vertretungsfall
Das Grundgesetz schweigt sich darüber aus, in welchen Fällen der Vizekanzler den Bundeskanzler vertritt. Das Amtsende des Bundeskanzlers kann jedenfalls nicht zur Vertretung führen. Gibt es keinen Bundeskanzler mehr, so würde es sich nämlich nicht mehr um eine Stellvertretung, sondern um eine Nachfolge handeln. Endet das Amt des Bundeskanzlers, muss der Bundespräsident für eine geschäftsführende Regierung sorgen. Mager zufolge hat das Grundgesetz eine Lücke gelassen, da anders als im Herrenchiemsee-Entwurf vorgesehen der Vizekanzler nicht automatisch geschäftsführender Bundeskanzler wird. Nur ein Rückgriff auf den Stellvertreter könne diese Lücke schließen und dabei dem Gedanken Rechnung tragen, dass der Bundespräsident nur die vorherigen Amtsträger zur Wahrnehmung der Geschäftsführung verpflichten kann (Art. 69 Absatz 3).
Der Vertretungsfall tritt also nur ein, wenn der Kanzler vorübergehend daran gehindert ist, seine Funktion auszuüben. Die Feststellung trifft der Bundeskanzler selbst. Das Grundgesetz sagt nichts zu der Möglichkeit, dass der Bundeskanzler die Feststellung nicht selbst treffen kann. In der Praxis könnte angemessenerweise, so Hermes, das Kabinett die Entscheidung fällen. Die Literatur schlägt außer dem Kabinett den Vizekanzler selbst sowie das Bundesverfassungsgericht vor; politisch sinnvoll ist Mager zufolge die Anwendung von Art. 67 (also eine Neuwahl des Bundeskanzlers durch den Bundestag).
Die Geschäftsordnung der Bundesregierung (§ 8) unterscheidet zwischen einer allgemeinen Behinderung und anderen Fällen. Eine allgemeine Behinderung liegt etwa vor, wenn der Kanzler schwer erkrankt oder langandauernd unerreichbar ist. Die Vertretung ist dann eine Ersatzvertretung (auch: Gesamt- oder Vollvertretung). Bei einer Ergänzungsvertretung (auch: Einzel- oder Nebenvertretung), etwa „wegen leichter Erkrankung oder Arbeitsüberlastung“ (Mager), ist der Bundeskanzler noch selbst in der Lage zu bestimmen, in welchem Umfang er vertreten wird.

### Umfang der Vertretungsbefugnis
Ein Bundeskanzler ist für vieles verantwortlich, das er an andere Menschen delegieren kann, zum Beispiel im Kontakt mit den Medien oder bei seinen repräsentativen Aufgaben. Die Regelung des Art. 69 bezieht sich nur auf diejenigen Handlungen, für die die besonderen verfassungsmäßigen Kompetenzen des Bundeskanzlers nötig sind. Geht es bei der Stellvertretung um diese besonderen Kompetenzen des Bundeskanzlers, muss für die Stellvertretung der Vizekanzler berücksichtigt werden: Der Kanzler darf nicht einfach einen anderen Bundesminister beauftragen und damit den Vizekanzler übergehen.
Bei einer bloßen Ergänzungsvertretung muss sich der Vizekanzler genau an die Weisungen des Bundeskanzlers halten. Handelt es sich hingegen um eine Ersatzvertretung (Gesamtvertretung), stellt sich die Frage eindrücklicher, welche Befugnisse des Bundeskanzlers dem Vizekanzler im Vertretungsfall zustehen. Diese Gesamtvertretung hat es in der Geschichte der Bundesrepublik allerdings noch nicht gegeben. In der Realität dürfte der Entscheidungsraum eines Vizekanzlers jedenfalls enge Grenzen haben, wegen der politischen Abhängigkeiten, denen er unterworfen ist. Ein Vizekanzler müsste sich im Vertretungsfall eng mit seinen Kabinettskollegen und den Regierungsparteien absprechen.
Unstrittig ist, dass der Vizekanzler im Vertretungsfall nicht den Rücktritt des Bundeskanzlers erklären kann. Die Beendigung seiner Kanzlerschaft bleibt dem Bundeskanzler höchstpersönlich vorbehalten. Umstritten hingegen ist, ob der Vizekanzler im Vertretungsfall die Richtlinienkompetenz hat, das Kabinett umbilden oder die Vertrauensfrage stellen darf. Hermes bejaht dies, ebenso wie Mager, da die Regierung funktionsfähig bleiben müsse. Herzog verneint es.
Zu den Hoheitsakten des Bundeskanzlers, bei denen der Vizekanzler ihn vertreten kann, gehören laut Herzog die Gegenzeichnung bzw. Unterzeichnung von Bundesgesetzen und Rechtsverordnungen der Bundesregierung, weitere Staatsakte oder auch der Schriftwechsel zwischen Bundesregierung und anderen Verfassungsorganen. Die oben genannten Kompetenzen sind Herzog zufolge aber unvertretbar, weil im System des Grundgesetzes das Kabinett immer das „Kabinett des Kanzlers“ sei; außerdem könne der Bundeskanzler völlig unumgängliche Personalentscheidungen normalerweise selbst vom Krankenbett aus treffen. Allgemein soll der Vizekanzler im Vertretungsfall so wenig wie möglich an der Politik des Bundeskanzlers ändern und sich auch an Weisungen und Richtlinien halten, so Herzog. Er habe nach Möglichkeit treuhänderisch im mutmaßlichen Sinne des Bundeskanzlers zu handeln. Zu rechtfertigen sei eine Abweichung nur bei neuen, veränderten Situationen.

### Praxis
Ob ein Vertretungsfall überhaupt eintrifft, hat der Bundeskanzler weitgehend selbst in der Hand. Meist ist es absehbar, wann der Bundeskanzler beispielsweise durch eine Auslandsreise eine Amtshandlung nicht selbst vornehmen kann. Sie wird dann vorher oder nachher eingeplant. Schließlich lassen sich viele Entscheidungen auch fernmündlich treffen. Seltene Ausnahmen betreffen etwa Fälle, in denen der Bundeskanzler persönlich anwesend sein muss, wie eine Kabinettssitzung.
Üblicherweise wird der wichtigste Vertreter der kleineren Koalitionspartei zum Stellvertreter ernannt. Aber selbst wenn der Stellvertreter derselben Partei wie der Bundeskanzler angehört, so hat der Bundeskanzler kein Interesse daran, dass der Vizekanzler das Amt zur eigenen Profilierung nutzt, gar auf Kosten des Bundeskanzlers. Daher rührt, so Herzog, die „relative Farblosigkeit“ des Amtes her, was den Schöpfern der Verfassung auch bewusst gewesen sein muss.
In der Geschichte der Bundesrepublik Deutschland war Walter Scheel der einzige Vizekanzler, der geschäftsführend das Amt des Bundeskanzlers ausübte (vom 7. bis zum 16. Mai 1974). Zuvor war Bundeskanzler Willy Brandt zurückgetreten und hatte den Bundespräsidenten gebeten, ihn von seinen Aufgaben sofort zu entbinden und nicht nach Art. 69 Absatz 3 zu ersuchen, die Geschäfte weiterzuführen. Scheel wurde zudem am 15. Mai 1974 zum Bundespräsidenten gewählt (ein Amt, das er am 1. Juli desselben Jahres antrat), so dass er für 24 Stunden gleichzeitig geschäftsführender Bundeskanzler und designierter Bundespräsident war.
Vizekanzler war in der meisten Zeit der Bundesrepublik der Bundesminister des Auswärtigen. Dies hat den diplomatischen Vorteil, dass der stellvertretende Regierungschef oftmals das höchstrangige Mitglied auf Außenministerkonferenzen ist. Da Deutschland in zahlreiche internationale Organisationen vergleichsweise spät eintrat, konnte dadurch der deutsche Vertreter in der Rangliste mit den Vertretern der Gründungsstaaten der jeweiligen Organisation gleichziehen. Ein Nachteil der Verbindung ist, dass der Außenminister derjenige Minister ist, der am wahrscheinlichsten auf einer Auslandsreise ist, wenn das Bundeskabinett tagt.

### Parteizugehörigkeit
In Deutschland stellt die größte Regierungsfraktion traditionellerweise den Bundeskanzler und folglich die zweitstärkste Regierungsfraktion den Vizekanzler. Der Vizekanzler war (Stand 2024) 43 Jahre lang ein Mitglied der FDP, 15 Jahre eines der SPD und 10 Jahre eines der Partei Bündnis 90/Die Grünen.
Ein Vizekanzler von der CDU kam nur in Ausnahmefällen vor: Nach der Bundestagswahl 1957, bei der die Unionsparteien die absolute Mehrheit errangen und somit keinen Koalitionspartner brauchten, stellte die CDU mit Konrad Adenauer und Ludwig Erhard, der zwar parteilos, aber eng mit der CDU verknüpft war, sowohl den Kanzler als auch dessen Stellvertreter. Diese Konstellation blieb auch nach der Bundestagswahl 1961 erhalten, als die Unionsparteien wieder mit der FDP koalierten. Nach Adenauers Rücktritt 1963 wurde schließlich der FDP-Vorsitzende Erich Mende Stellvertreter des neugewählten Bundeskanzlers Ludwig Erhard.
Eine vergleichbare Konstellation, in der Bundeskanzler und Vizekanzler derselben Partei angehörten, ergab sich nach dem Auseinanderbrechen der Regierungskoalition im Oktober 1966. Sämtliche Minister des Koalitionspartners FDP schieden aus dem Amt; in der darauf folgenden, kurzlebigen Minderheitsregierung besetzten die Unionsparteien die freigewordenen Ministerämter mit ihren Mitgliedern. Ein entsprechendes Szenario gab es auch im September 1982, als die FDP die sozialliberale Koalition verließ und die SPD vorübergehend allein die Regierung stellte.
Ein CSU-Mitglied war nie Vizekanzler. Es gab historisch zwei Gelegenheiten dafür, dass während einer CDU/CSU-Alleinregierung die CSU dieses Amt hätte beanspruchen können. Doch 1957/1960 (nach Austritt der DP aus der Regierung Adenauer) war offenbar die Popularität von Ludwig Erhard ausschlaggebend für seine Bestellung zum Vizekanzler. 1966 war zu erwarten, dass eine veränderte Regierungskonstellation bald die Minderheitsregierung von Bundeskanzler Erhard ablösen würde.
Der bisher jüngste Vizekanzler der Bundesrepublik Deutschland war der Freidemokrat Philipp Rösler im Kabinett Merkel II. Zum Zeitpunkt seiner Ernennung 2011 war er 38 Jahre alt.

## Geschichte

### Stellvertreter im monarchischen Bundesstaat 1867–1918 (allgemeiner Stellvertreter des Reichskanzlers)
Im Norddeutschen Bund bzw. ab 1871 im Kaiserreich gab es keine kollegiale Regierung. Einziger verantwortlicher Minister war der Bundeskanzler bzw. Reichskanzler. Die obersten Behörden wie das Auswärtige Amt wurden von Staatssekretären geleitet, die dem Kanzler als Beamte unterstellt waren. Die politische Führung unter Bismarck lehnte Ministerien und eine Kollegialregierung ab. Unter Druck der Liberalen stimmte Bismarck schließlich einem Kompromiss zu, dem Stellvertretungsgesetz vom 17. März 1878.
Dadurch konnte der Reichskanzler beim Kaiser beantragen, dass der Kaiser einen Stellvertreter ernennt. Dieser Stellvertreter nahm die Aufgaben des Kanzlers wahr, wenn der Kanzler verhindert war. Ein allgemeiner Stellvertreter wurde für den gesamten Umfang der Geschäfte des Reichskanzlers ernannt. Auch die Leiter der obersten Reichsbehörden wurden Vertreter im Sinne des Gesetzes. Damit konnten sie für ihr Amtsgebiet die Handlungen des Kaisers gegenzeichnen.
Die Bedeutung des Gesetzes lag vor allem in der Aufwertung der Staatssekretäre. Die Rechte des Reichskanzlers blieben jedoch unangetastet, er konnte auch während einer Stellvertretung alle Amtshandlungen selbst vornehmen. Durch das zur Zeit der Oktoberreformen verabschiedete Änderungsgesetz vom 28. Oktober 1918 wurde das Stellvertretergesetz kurzfristig an die neuen politischen Gegebenheiten angepasst. Damit wurden unter anderem dem Vizekanzler jederzeit Gehör im Reichstag zugesichert und die Vertretung für einzelne Amtszweige gestrichen.
In der Regel oblag die allgemeine Vertretung des Reichskanzlers dem Staatssekretär des Reichsamtes des Innern, lediglich Stolberg-Wernigerode, Helfferich und von Payer bildeten hier eine Ausnahme. Gleichzeitig waren die Vizekanzler zumeist auch Vizepräsident des preußischen Staatsministeriums.
| Allgemeine Stellvertreter des Reichskanzlers | Allgemeine Stellvertreter des Reichskanzlers  | Allgemeine Stellvertreter des Reichskanzlers | Allgemeine Stellvertreter des Reichskanzlers | Allgemeine Stellvertreter des Reichskanzlers | Allgemeine Stellvertreter des Reichskanzlers | Allgemeine Stellvertreter des Reichskanzlers               |
| Nr.                                          | Name (Lebensdaten)                            | Amtsantritt                                  | Amtsende                                     | Tage im Amt                                  | Reichsamt                                    | Kanzler (Kabinett)                                         |
| -------------------------------------------- | --------------------------------------------- | -------------------------------------------- | -------------------------------------------- | -------------------------------------------- | -------------------------------------------- | ---------------------------------------------------------- |
| 1                                            | Graf Otto zu Stolberg-Wernigerode (1837–1896) | 1. Juni 1878                                 | 20. Juni 1881                                | 1.115                                        | —                                            | Bismarck (K)                                               |
| 2                                            | Karl Heinrich von Boetticher (1833–1907)      | 20. Juni 1881                                | 1. Juli 1897                                 | 5.855                                        | Inneres                                      | Bismarck (K) • Caprivi (K) • Hohenlohe-Schillingsfürst (K) |
| 3                                            | Arthur Graf von Posadowsky-Wehner (1845–1932) | 1. Juli 1897                                 | 24. Juni 1907                                | 3.644                                        | Inneres                                      | Hohenlohe-Schillingsfürst (K) • Bülow (K)                  |
| 4                                            | Theobald von Bethmann Hollweg (1856–1921)     | 24. Juni 1907                                | 10. Juli 1909                                | 747                                          | Inneres                                      | Bülow (K)                                                  |
| 5                                            | Clemens von Delbrück (1856–1921)              | 14. Juli 1909                                | 22. Mai 1916                                 | 2.504                                        | Inneres                                      | Bethmann Hollweg (K)                                       |
| 6                                            | Karl Helfferich (1872–1924)                   | 22. Mai 1916                                 | 9. November 1917                             | 536                                          | 1Inneres 1                                   | Bethmann Hollweg (K) • Michaelis (K) • Hertling (K)        |
| 7                                            | Friedrich von Payer 2 (1847–1931)             | 9. November 1917                             | 9. November 1918                             | 365                                          | —                                            | Hertling (K) • Baden (K)                                   |

### Vizekanzler in der Weimarer Republik und im Nationalsozialismus
Die während der Weimarer Republik (1919–1933) gültige Weimarer Verfassung kennt keinen Stellvertreter des Reichskanzlers; lediglich in der Geschäftsordnung der Reichsregierung von 1924 (§ 7) wird er behandelt:

„Der Reichspräsident kann auf Vorschlag des Reichskanzlers einen der Reichsminister zum Stellvertreter des Reichskanzlers bestellen.
Den Umfang der Vertretung bestimmt der Reichskanzler.
Für die Auswahl des Stellvertreters des Reichskanzlers ist weder die Führung eines bestimmten Ministeriums noch das Dienstalter maßgebend.“

Der letzte Vizekanzler der Weimarer Zeit war Franz von Papen, ein ehemaliger Reichskanzler. Im Kabinett Hitler war er ansonsten bloßer Minister ohne Geschäftsbereich. Papen wollte Adolf Hitlers Popularität für sich nutzen, ihn aber zähmen oder „einrahmen“, verkannte aber, dass die Vizekanzlerschaft dazu nicht geeignet war. Seine Machtgrundlage war letztlich nur das Vertrauen von Reichspräsident Paul von Hindenburg. Dessen Vertrauen ging aber bald auf Hitler über.
In den Jahren 1933 und 1934 erhielt der Vizekanzler mehrere Mitarbeiter und die Vizekanzlei wurde zur eigenen Behörde. Die Mitarbeiter waren von Hitler unabhängig und stammten großteils aus den Kreisen der Konservativen Revolution. Nach den Morden der Röhm-Affäre im Juni 1934 wurde diese Behörde aufgelöst. Papen trat im Juli 1934 mit Wirkung zum 7. August 1934 von seinem Amt zurück und wurde danach Diplomat. Danach wurde kein Vizekanzler mehr bestellt; allerdings amtierte Rudolf Heß vom 21. April 1933 bis zum 10. Mai 1941 als Stellvertreter des Führers in der NSDAP.
| Nr. | Name (Lebensdaten)             | Amtsantritt       | Amtsende          | Tage im Amt | Partei    | Ministeramt            | Kanzler (Kabinette) |
| --- | ------------------------------ | ----------------- | ----------------- | ----------- | --------- | ---------------------- | ------------------- |
| 01  | Eugen Schiffer (1860–1954)     | 13. Februar 1919  | 19. April 1919    | 65          | DDP       | Finanzen               | Scheidemann (I)     |
| 02  | Bernhard Dernburg (1865–1937)  | 19. April 1919    | 21. Juni 1919     | 63          | DDP       | Finanzen               | Scheidemann (I)     |
| 03  | Matthias Erzberger (1875–1921) | 21. Juni 1919     | 2. Oktober 1919   | 103         | Zentrum   | Finanzen               | Bauer (I)           |
| 04  | Eugen Schiffer (1860–1954)     | 2. Oktober 1919   | 27. März 1920     | 177         | DDP       | Justiz                 | Bauer (I)           |
| 05  | Erich Koch-Weser (1875–1944)   | 27. März 1920     | 25. Juni 1920     | 90          | DDP       | Inneres                | Müller (I)          |
| 06  | Rudolf Heinze (1865–1928)      | 25. Juni 1920     | 10. Mai 1921      | 319         | DVP       | Justiz                 | Fehrenbach (I)      |
| 07  | Gustav Bauer (1870–1944)       | 10. Mai 1921      | 22. November 1922 | 561         | SPD       | Schatz                 | Wirth (I • II)      |
| 08  | Robert Schmidt (1864–1943)     | 13. August 1923   | 6. Oktober 1923   | 54          | SPD       | Wiederaufbau           | Stresemann (I)      |
| 09  | Karl Jarres (1874–1951)        | 30. November 1923 | 15. Januar 1925   | 412         | DVP       | Inneres                | Marx (I • II)       |
| 10  | Oskar Hergt (1869–1967)        | 29. Januar 1927   | 29. Juni 1928     | 517         | DNVP      | Justiz                 | Marx (IV)           |
| 11  | Hermann Dietrich (1879–1954)   | 30. März 1930     | 1. Juni 1932      | 794         | DDP; DStP | Wirtschaft; Finanzen 3 | Brüning (I • II)    |
| 12  | Franz von Papen (1879–1969)    | 30. Januar 1933   | 7. August 1934    | 554         | parteilos | —                      | Hitler (I)          |

## Liste
| Nr. | Nr. | Name (Lebensdaten)                 | Name (Lebensdaten)                 | Amtsantritt        | Amtsende          | Tage im Amt | Partei                                      | Ministeramt                                                                                 | Kanzler (Kabinette)      |
| --- | --- | ---------------------------------- | ---------------------------------- | ------------------ | ----------------- | ----------- | ------------------------------------------- | ------------------------------------------------------------------------------------------- | ------------------------ |
|     | 01  |                                    | Franz Blücher (1896–1959)          | 20. September 1949 | 29. Oktober 1957  | 2.961       | FDP (bis Februar 1956)/ FVP (ab April 1956) | Angelegenheiten des Marshallplans (1949–1953) 0Wirtschaftliche Zusammenarbeit (1953–1957) 4 | Adenauer (I • II)        |
|     | 02  |                                    | Ludwig Erhard (1897–1977)          | 29. Oktober 1957   | 16. Oktober 1963  | 2.178       | Parteilos                                   | Wirtschaft                                                                                  | Adenauer (III • IV)      |
|     | 03  |                                    | Erich Mende (1916–1998)            | 17. Oktober 1963   | 28. Oktober 1966  | 1.107       | FDP                                         | Gesamtdeutsche Fragen                                                                       | Erhard (I • II)          |
|     | 04  |                                    | Hans-Christoph Seebohm (1903–1967) | 8. November 1966   | 1. Dezember 1966  | 23          | CDU                                         | Verkehr                                                                                     | Erhard (II)              |
|     | 05  |                                    | Willy Brandt (1913–1992)           | 1. Dezember 1966   | 22. Oktober 1969  | 1.056       | SPD                                         | Auswärtiges                                                                                 | Kiesinger (I)            |
|     | 06  |                                    | Walter Scheel (1919–2016)          | 22. Oktober 1969   | 17. Mai 1974      | 1.670       | FDP                                         | 0Auswärtiges 5                                                                              | Brandt (I • II)          |
| 07  |     | Hans-Dietrich Genscher (1927–2016) | 17. Mai 1974                       | 17. September 1982 | 3.045             | FDP         | Auswärtiges                                 | Schmidt (I • II • III)                                                                      |                          |
|     | 08  |                                    | Egon Franke (1913–1995)            | 17. September 1982 | 1. Oktober 1982   | 14          | SPD                                         | Innerdeutsche Beziehungen                                                                   | Schmidt (III)            |
|     | 09  |                                    | Hans-Dietrich Genscher (1927–2016) | 4. Oktober 1982    | 18. Mai 1992      | 3.514       | FDP                                         | Auswärtiges                                                                                 | Kohl (I • II • III • IV) |
| 10  |     | Jürgen Möllemann (1945–2003)       | 18. Mai 1992                       | 21. Januar 1993    | 248               | FDP         | Wirtschaft                                  | Kohl (IV)                                                                                   |                          |
| 11  |     | Klaus Kinkel (1936–2019)           | 21. Januar 1993                    | 27. Oktober 1998   | 2.105             | FDP         | Auswärtiges                                 | Kohl (IV • V)                                                                               |                          |
|     | 12  |                                    | Joschka Fischer (* 1948)           | 27. Oktober 1998   | 22. November 2005 | 2.583       | Bündnis 90/Die Grünen                       | Auswärtiges                                                                                 | Schröder (I • II)        |
|     | 13  |                                    | Franz Müntefering (* 1940)         | 22. November 2005  | 21. November 2007 | 729         | SPD                                         | Arbeit und Soziales                                                                         | Merkel (I)               |
| 14  |     | Frank-Walter Steinmeier (* 1956)   | 21. November 2007                  | 28. Oktober 2009   | 707               | SPD         | Auswärtiges                                 |                                                                                             | Merkel (I)               |
|     | 15  |                                    | Guido Westerwelle (1961–2016)      | 28. Oktober 2009   | 16. Mai 2011      | 565         | FDP                                         | Auswärtiges                                                                                 | Merkel (II)              |
| 16  |     | Philipp Rösler (* 1973)            | 16. Mai 2011                       | 17. Dezember 2013  | 946               | FDP         | Wirtschaft und Technologie                  |                                                                                             | Merkel (II)              |
|     | 17  |                                    | Sigmar Gabriel (* 1959)            | 17. Dezember 2013  | 14. März 2018     | 1.548       | SPD                                         | Wirtschaft und Energie (2013–2017) 0Auswärtiges (2017–2018) 6                               | Merkel (III)             |
| 18  |     | Olaf Scholz (* 1958)               | 14. März 2018                      | 8. Dezember 2021   | 1.366             | SPD         | Finanzen                                    | Merkel (IV)                                                                                 |                          |
|     | 19  |                                    | Robert Habeck (* 1969)             | 8. Dezember 2021   | 6. Mai 2025       | 1246        | Bündnis 90/Die Grünen                       | Wirtschaft und Klimaschutz                                                                  | Scholz (I)               |
|     | 20  |                                    | Lars Klingbeil (* 1978)            | 6. Mai 2025        | amtierend         | 64          | SPD                                         | Finanzen                                                                                    | Merz (I)                 |

## Vergleiche
Ähnlich wie in Deutschland gibt es in weiteren Ländern einen oder mehrere Stellvertreter des Regierungschefs. Sie sind normalerweise ebenfalls Minister mit der zusätzlichen Aufgabe, den Regierungschef im Bedarfsfall zu vertreten. Die Titel heißen beispielsweise in Großbritannien Deputy Prime Minister, in den Niederlanden vicepremier oder in Frankreich Numéro deux du gouvernement français. Die Regeln zu dieser Funktion können sehr unterschiedlich sein: Eventuell bedarf die Ernennung der Zustimmung des Staatsoberhaupts, die Ernennung ist nicht zwingend, oder es kann mehrere Vizeministerpräsidenten geben (etwa einen pro Koalitionspartner).
Trotz der ähnlichen Bezeichnung unterscheidet sich der deutsche Vizekanzler stark vom Vizepräsidenten der USA. Wesentlich ist, dass der Vizepräsident nicht nur für die Stellvertretung, sondern auch für die Nachfolge vorgesehen ist. Die Volkswahl des Präsidenten hat normalerweise einen Vorlauf von mehreren Monaten. Bei seinem Tod stünde das Land ohne eine Nachfolgeregelung für eine lange Zeit ohne Regierungschef da. Der Vizepräsident wird zusammen mit dem Präsidenten gewählt, sodass er eine genauso große demokratische Legitimation hat. Der Präsident kann den Vizepräsidenten auch nicht absetzen. Bei einem vorzeitigen Ausscheiden des Vizepräsidenten aus dem Amt kann allerdings der Präsident einen neuen Vizepräsidenten berufen; dieser muss durch beide Kammern des Kongresses bestätigt werden.
Ferner hat der Vizepräsident, zumindest laut Verfassung, kein Regierungsamt. Es liegt in der freien Entscheidung des Präsidenten, inwieweit er den Vizepräsidenten in das Regierungshandeln einbezieht. Bis ins 20. Jahrhundert war es noch nicht einmal üblich, dass der Vizepräsident mit am Kabinettstisch saß. Seitdem wurde die Stellung des Vizepräsidenten deutlich aufgewertet, mittlerweile wird er wie ein Kabinettsmitglied behandelt.
Die Verfassung gibt dem Vizepräsidenten, abgesehen von der möglichen Nachfolge, nur eine einzige Aufgabe, auf die sich zumindest die Amtsinhaber bis ins 20. Jahrhundert hinein nahezu vollständig konzentrierten: Er führt formell den Vorsitz im Senat, womit er die Tagesordnung bestimmen kann, und darf bei Stimmengleichheit die entscheidende Stimme abgeben. Trotzdem ist der Vizepräsident kein Mitglied des Senats und hat außerhalb einer Pattsituation kein Stimmrecht. Bei Abwesenheit übernimmt der Präsident pro tempore, üblicherweise der dienstälteste Senator der Mehrheitspartei, dessen Aufgaben, was seit den 1960er Jahren der Regelfall geworden ist. Entsprechend hält sich der Vizepräsident heutzutage nur noch für äußerst wichtige oder knappe Abstimmungssituationen parat, oder nimmt an traditionell bedeutsamen Sitzungen teil. Theoretisch kann er jedoch jederzeit den Vorsitz für sich beanspruchen.